# Bradley (Arkansas)
Bradley – miasto w Stanach Zjednoczonych, w stanie Arkansas, w hrabstwie Clark.